# Monticello (Haute-Corse)
Monticello település Franciaországban, Haute-Corse megyében. Lakosainak száma 2057 fő (2022. január 1.). Monticello Santa-Reparata-di-Balagna, Speloncato, Ville-di-Paraso, Occhiatana és L’Île-Rousse községekkel határos.

## Népesség
A település népességének változása:
| Lakosok száma | 237  | 500  | 944  | 1565 | 2168 | 1912 | 1923 | 1972 | 2000 | 2057 |
|               | 1968 | 1982 | 1990 | 2006 | 2013 | 2015 | 2017 | 2019 | 2020 | 2022 |